# Partit Socialista Obrer Espanyol de La Rioja
El Partit Socialista Obrer Espanyol de La Rioja (en castellà Partido Socialista Obrero Español de La Rioja; PSOE La Rioja) és la federació regional del PSOE a La Rioja, liderat actualment per Javier García Ibáñez.

## Història
El PSOE La Rioja va governar la Comunitat Autònoma per primera vegada entre 1983 i 1987, amb Antonio Rodríguez Basulto (1983) com a president provisional i José María de Miguel Gil després de les primeres eleccions autonòmiques de 1983. Després de les eleccions de 1987, va perdre la presidència després d'un pacte entre Aliança Popular i el Partit Riojano Progressista, encara que el gener de 1990 torna a la presidència després d'una moció de censura amb José Ignacio Pérez Sáenz i forma un govern de coalició amb el PRP. El PSOE seguiria governant després de les eleccions de 1991, repetint la coalició amb el PR.
El 1995, el PSOE torna a perdre el govern de la comunitat després d'una majoria absoluta del Partit Popular. Entre 1995 i 2015 es van succeir majories absolutes del PP i entre 2015 i 2019, va governar en minoria amb el suport de Ciutadans. Després de les eleccions del 2019, el Partit Socialista de La Rioja va tornar al govern, en coalició amb l'única diputada de Podem i el suport de la diputada d'IU. Més recentment, al 2023 va tornar a l'oposició fruit d'una nova majoria absoluta del PP.

## Líders del PSOE de La Rioja
|    | Secretari General           | Mandat      |
| -- | --------------------------- | ----------- |
| 1. | Javier Sáenz de Cosculluela | 1978-1981   |
| 2. | Ángel Martínez Sanjuán      | 1981-2000   |
| 3  | Francisco Martínez-Aldama   | 2000-2012   |
| 4. | César Luena                 | 2012-2017   |
| 5. | Francisco Ocón              | 2017-2021   |
| 6. | Concha Andreu               | 2021-2024   |
| 7. | Javier García Ibáñez        | 2024-Actual |

## Resultats electorals

### Parlament de La Rioja
| Any  | Líder                     | Vots       | %      | Escons  | +/- | Pos.               |
| ---- | ------------------------- | ---------- | ------ | ------- | --- | ------------------ |
| 1983 | José María de Miguel      | 63848 (#1) | 47,55% | 18 / 35 |     | Majoria            |
| 1987 | Alicia Izaguirre Albiztur | 57178 (#1) | 39,64% | 14 / 33 | 4   | Oposició (1987-90) |
| 1987 | Alicia Izaguirre Albiztur | 57178 (#1) | 39,64% | 14 / 33 | 4   | Coalició (1990-91) |
| 1991 | José Ignacio Pérez Sáenz  | 60843 (#1) | 43,08% | 16 / 33 | 2   | Coalició           |
| 1995 | José Ignacio Pérez Sáenz  | 56335 (#2) | 34,69% | 12 / 33 | 4   | Oposició           |
| 1999 | José Ignacio Pérez Sáenz  | 55144 (#2) | 35,31% | 13 / 33 | 1   | Oposició           |
| 2003 | Martínez-Aldama           | 66410 (#2) | 38,92% | 14 / 33 | 1   | Oposició           |
| 2007 | Martínez-Aldama           | 69858 (#2) | 41,12% | 14 / 33 | =   | Oposició           |
| 2011 | Martínez-Aldama           | 50169 (#2) | 31,18% | 11 / 33 | 3   | Oposició           |
| 2015 | Concepción Andreu         | 43689 (#2) | 26,74% | 10 / 33 | 1   | Oposició           |
| 2019 | Concepción Andreu         | 63068 (#1) | 38,67% | 15 / 33 | 5   | Coalició           |
| 2023 | Concepción Andreu         | 53295 (#2) | 31,92% | 12 / 33 | 3   | Oposició           |

### Corts Generals
| Any       | Vots       | %      | Diputats |
| --------- | ---------- | ------ | -------- |
| 1977      | 36186 (#2) | 26,29% | 1 / 4    |
| 1979      | 39245 (#2) | 29,13% | 1 / 4    |
| 1982      | 67781 (#1) | 43,45% | 2 / 4    |
| 1986      | 65151 (#1) | 43,92% | 2 / 4    |
| 1989      | 58678 (#2) | 39,7%  | 2 / 4    |
| 1993      | 64037 (#2) | 37,6%  | 2 / 4    |
| 1996      | 65311 (#2) | 36,65% | 2 / 4    |
| 2000      | 59171 (#2) | 34,87% | 1 / 4    |
| 2004      | 81390 (#2) | 43,97% | 2 / 4    |
| 2008      | 82032 (#2) | 43,63% | 2 / 4    |
| 2011      | 54066 (#2) | 31,09% | 1 / 4    |
| 2015      | 41973 (#2) | 23,69% | 1 / 4    |
| 2016      | 42010 (#2) | 24,29% | 1 / 4    |
| 2019 (I)  | 57307 (#1) | 31,69% | 2 / 4    |
| 2019 (II) | 57485 (#1) | 34,85% | 2 / 4    |
| 2023      | 61916 (#2) | 35,74% | 2 / 4    |